# قاعده زنجیره‌ای

نمودار مشتقی برای توابع زنجیره‌ای

در حسابان، قاعده زنجیره‌ای (به انگلیسی: chain rule)  یک فرمول است که مشتق ترکیب دو تابع مشتق‌پذیر f و g را به صورت مشتق f و g بیان می‌کند.
به‌طور شهودی، اگر متغیر y تابع متغیر دومی به نام {\displaystyle u} باشد، و {\displaystyle u} نیز خود تابع متغیر سوم {\displaystyle x} باشد، آن‌گاه آهنگ تغییر {\displaystyle y} نسبت به {\displaystyle x} برابر است با آهنگ تغییر {\displaystyle y} نسبت به {\displaystyle u} ضرب در آهنگ تغییر {\displaystyle u} نسبت به {\displaystyle x}. به زبان ریاضی:
{\displaystyle {\frac {\mathrm {d} y}{\mathrm {d} x}}={\frac {\mathrm {d} y}{\mathrm {d} u}}\cdot {\frac {\mathrm {d} u}{\mathrm {d} x}}.}

## اثبات

### با استفاده از بی‌نهایت‌کوچک‌ها
برای اثبات قاعدهٔ زنجیره‌ای با استفاده از بی‌نهایت‌کوچک‌ها، ابتدا {\displaystyle y=f(x)} و {\displaystyle x=g(t)} را در نظر گرفته، و سپس با انتخاب بی‌نهایت کوچک {\displaystyle \Delta t\not =0}، {\displaystyle \Delta x=g(t+\Delta t)-g(t)} و بصورت متقابل، {\displaystyle \Delta y=f(x+\Delta x)-f(x)} را محاسبه می‌کنیم. داریم:{\displaystyle {\frac {\Delta y}{\Delta t}}={\frac {\Delta y}{\Delta x}}\cdot {\frac {\Delta x}{\Delta t}}}و سپس با اعمال جزء استاندارد به رابطهٔ پایین، یعنی همان قاعدهٔ زنجیره‌ای، دست می‌یابیم.{\displaystyle {\frac {dy}{dt}}={\frac {dy}{dx}}\cdot {\frac {dx}{dt}}}

## مثال‌ها
اگر تابع {\displaystyle g(x)}‎ در نقطه {\displaystyle x=a} و تابع {\displaystyle f} در {\displaystyle x=g(a)}‎ مشتق پذیر باشند آنگاه تابع {\displaystyle h(x)=f(g(x))} نیز در  {\displaystyle x=a} مشتق پذیر است و داریم:
{\displaystyle h'(a)=f'(g(a)).g'(a)}
مثلاً اگر {\displaystyle f(x)=x^{n}\!} که در آن {\displaystyle n\in Z} باشد مشتق تابع {\displaystyle F(x)=(g(x))^{n}\!} در نقاط مشتق پذیر برابر است با:
{\displaystyle F'(a)=n(g(a))^{n-1}g'(a)\!}